# Coccyzus longirostris
El cuco lagartero de La Española, arriero de la Española, arriero, pájaro bobo o tacot (Coccyzus longirostris) es una especie de ave cuculiforme de la familia Cuculidae que se encuentra en Haití y la República Dominicana.

## Hábitat
Vive en bosques y áreas arboladas, incluso jardines y plantaciones, generalmente a menos de 1.700 m de altitud, pero a veces hasta los 2.200 m s. n. m.

## Descripción
Mide entre 41 y 46 cm de longitud y pesa en promedio 110 g. El plumaje de las partes superiores es gris; la garganta es blancuzca con el mentón anaranjado; el pecho es gris claro y el vientre anaranjado. Presenta un parche rojizo rufo sobre cada una de las alas. La cola es larga, gris pizarra con puntas blancas. El pico es curvado en la punta.

## Alimentación
Se alimenta de lagartijas e insectos grandes que captura en los troncos de los árboles.

## Reproducción
Se reproduce entre marzo y junio. Su nido es una estructura tosca de ramitas que construye en un sitio bien oculto. La hembra pone de 2 a 4 huevos blancos.